# Radbuza
A Radbuza nyugat-csehországi folyó, amely a Lysá-hegy alatt (869 m-es tengerszint feletti magasságban) ered a Domažlicei járásban. Plzeňbeli összefolyása a Mží folyóval létrehozza a Berounkát. A folyó hossza 112 km, vízgyűjtő területe 2179 km².

## Nagyobb mellékfolyói
- Mocsárpatak, bal oldalon, 100,5 folyamkilométer (fkm)
- Huťský potok, balra, 97,7 fkm
- Bezděkovský patak, bal oldalon, 93,3 fkm
- Bystřický potok, jobbra, 89,3 fkm
- Skařezský potok, balra, 86,9 fkm
- Starý potok, jobbra, 85,4 fkm
- Mělnický patak, balra, 83,2 fkm
- Mocsárpatak, jobbra, 80,6 fkm
- Slatina, balra, 77,5 fkm
- Černý potok, jobbra, 66,9 fkm
- Křakovský potok, balra, 65,1 fkm
- Lazecký patak, jobbra, 64,6 fkm
- Semošický patak, balra, 61,1 fkm
- Lukavice, balra, 58,0 fkm
- Zubřina, jobbra, 53,0 fkm
- Pulický patak, bal oldalon, 52,2 fkm
- Srbický potok, jobbra, 47,5 fkm
- Chuchla, bal oldalon, 47,2 fkm
- Hořina, balra, 40,4 fkm
- Touškovský patak, balról, 38,9 fkm
- Merklínka, jobbra, 34,8 fkm
- Dnešický patak, jobbra, 27,6 fkm
- Chlumčanský potok, jobbra, 21,9 fkm
- Luční potok, balról, 9,1 fkm
- Úhlava, jobb, 4,6 fkm

## Vízüzeme

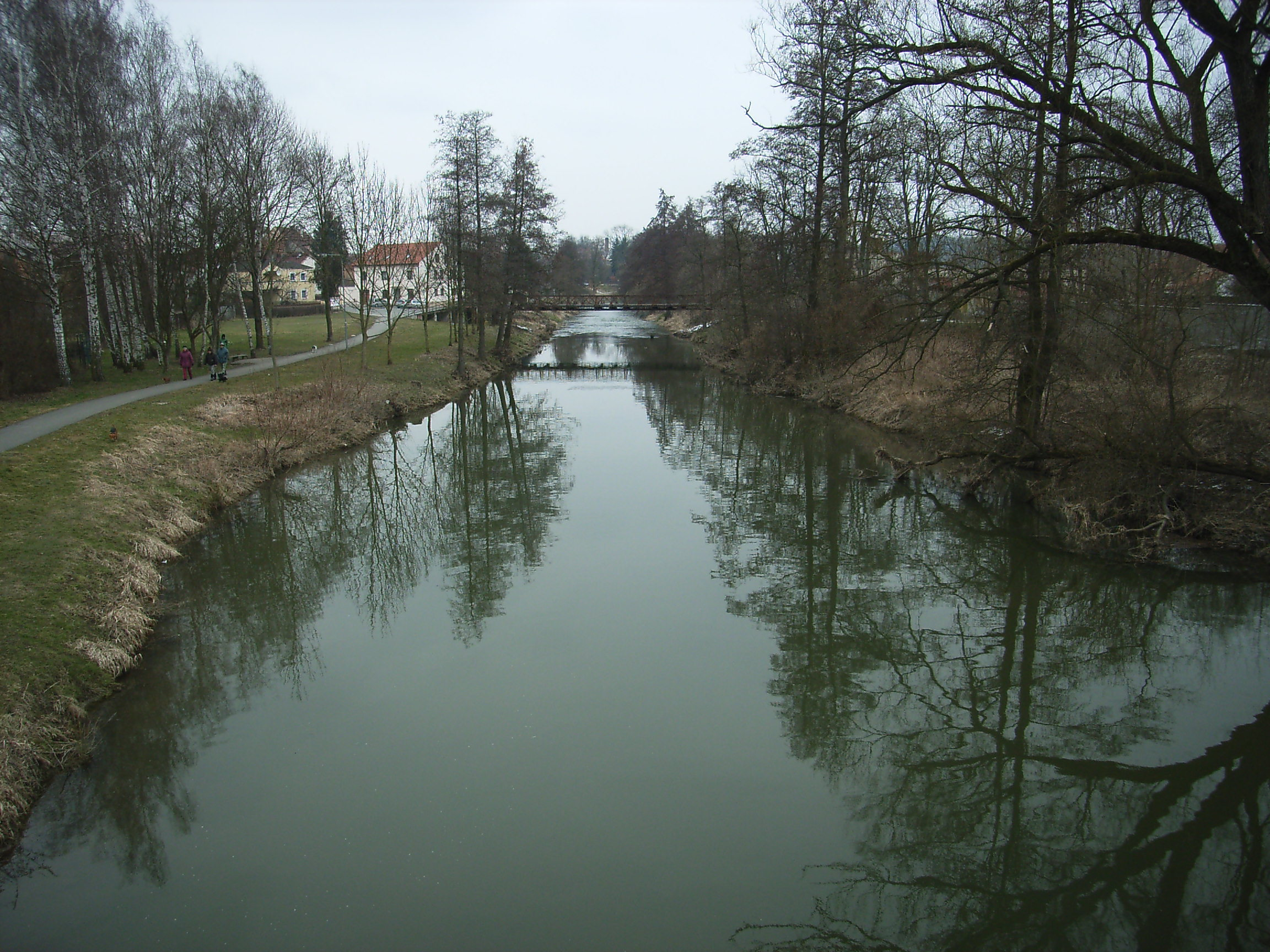
A Radbuza Staňkovban

A Radbuza vízhozama 11 m³/s.
Jelentésprofilok:   
| hely           | folyamkm | vízgyűjtő medence területe | átlagos áramlási sebesség | vízhozam   | megjegyzés                 |
| -------------- | -------- | -------------------------- | ------------------------- | ---------- | -------------------------- |
| Tasnovice      | 80,20    | 172,02 km²                 | 1,12 m³/s                 | 114,0 m³/s | –                          |
| Stankov        | 52,80    | 701,51 km²                 | 3,83 m³/s                 | 238,0 m³/s | –                          |
| Term           | 15,20    | 1181,82 km²                | 5,28 m³/s                 | 261,0 m³/s | –                          |
| VD České Údolí | 6.90     | 1262,53 km²                | 5,64 m³/s                 | 278,0 m³/s | VD České Údolí gátja alatt |

### Árvizek
Extrém áramlások : Staňkov vízmérő állomás :
| dátum      | folyam     | megjegyzés                     |
| ---------- | ---------- | ------------------------------ |
| 2004.01.14 | 43,3 m³/s  |                                |
| 2003.03.01 | 157,0 m³/s |                                |
| 2002.08.13 | 213,0 m³/s | a 2002-es katasztrofális árvíz |

## Települések a folyón
Rybník, Smolov, Bělá nad Radbuzou, Horšovský Týn, Staňkov, Holýšov, Stod, Chotěšov, Dobřany és Plzeň .

## Használat
A folyón kb. két kilométerrel az Úhlavába való összefolyása előtt megépült a České Údol-í víztározó.
A Radbuzát a hajósok a Horšovské Týn és Plzeň közötti könnyű hajózáshoz használják.

## Fotók

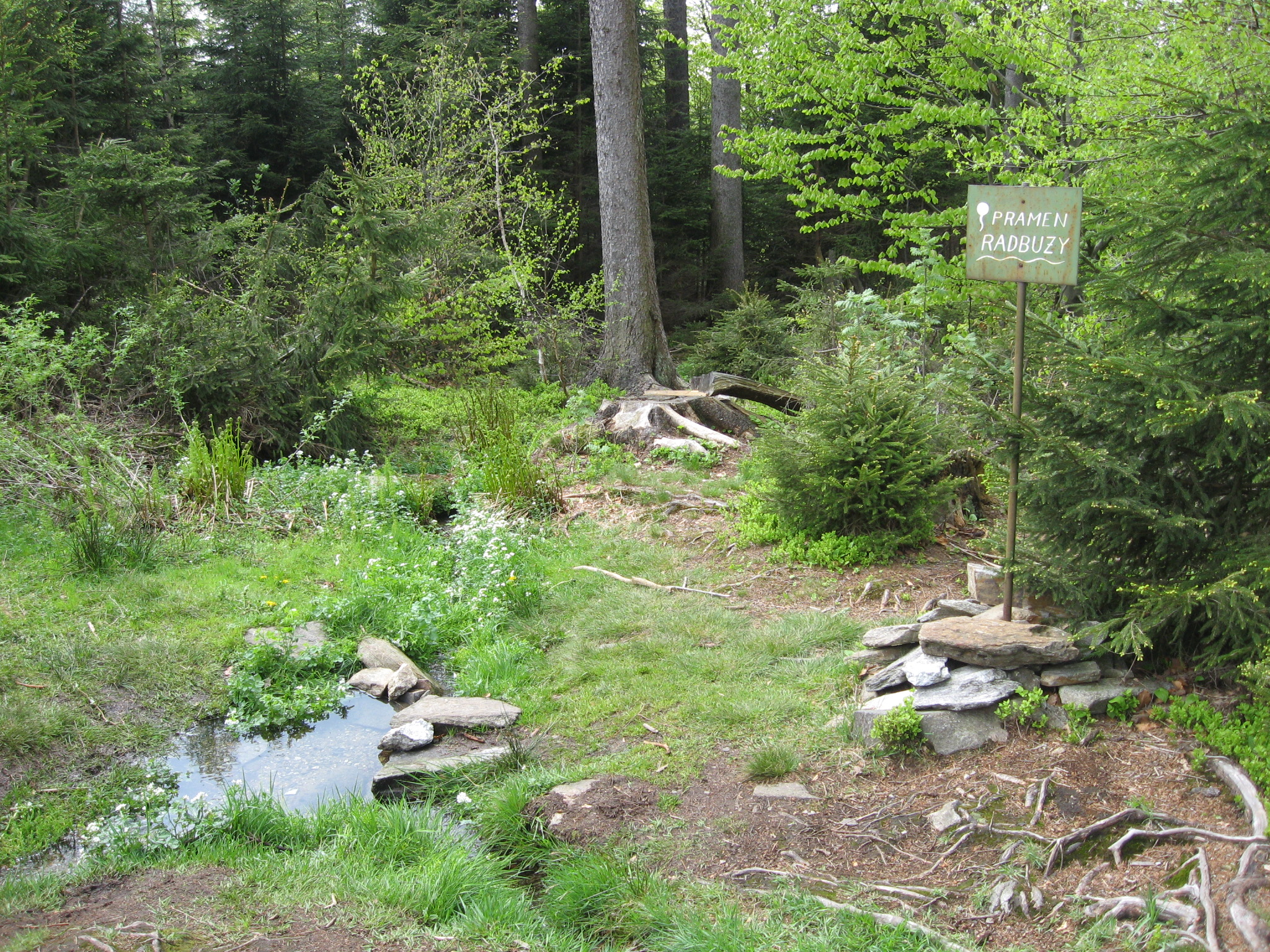
A Radbuza forrása
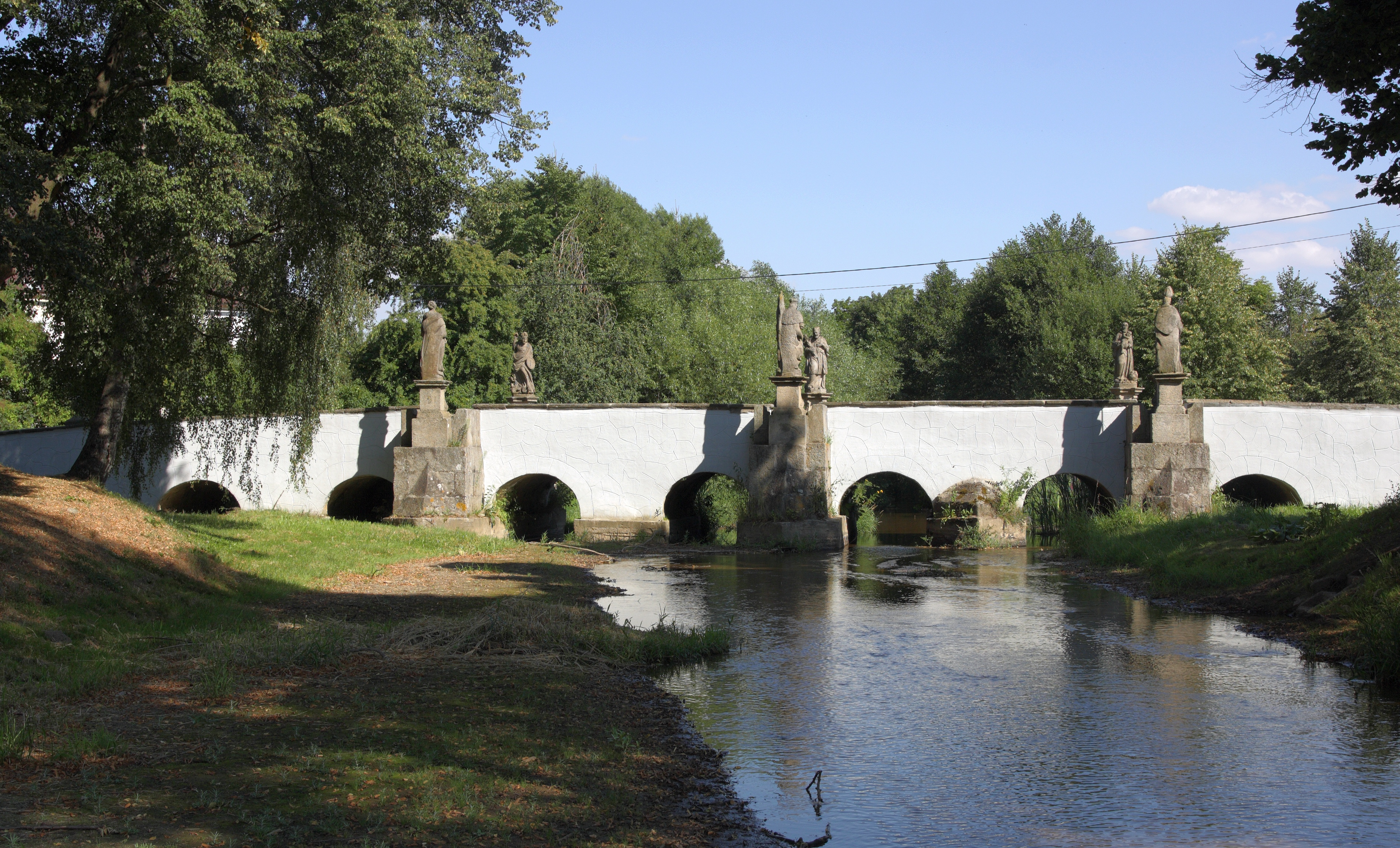
A Bélé nad Radbuzou-i híd
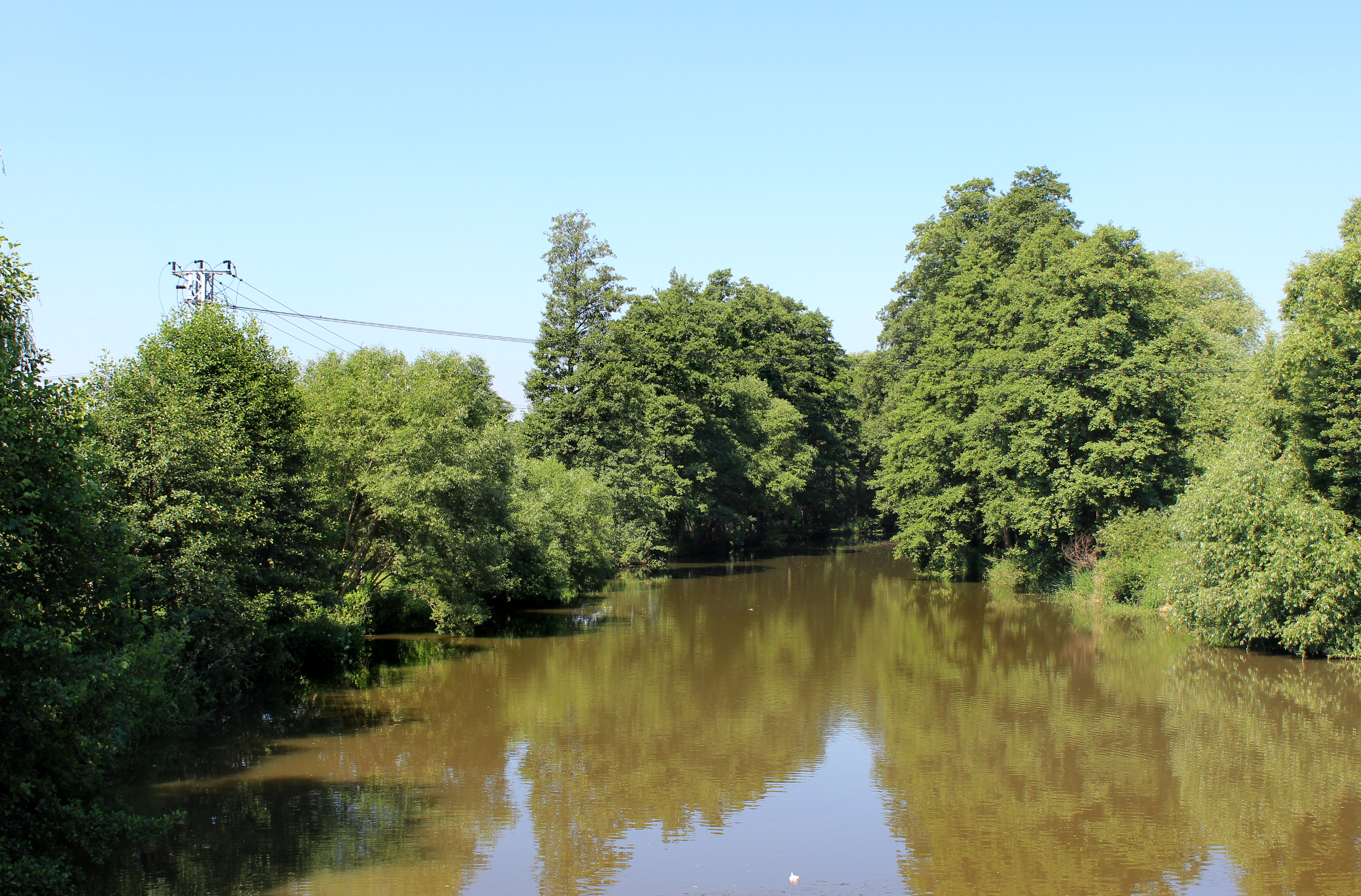
A Radbuza Horšovské Týnben
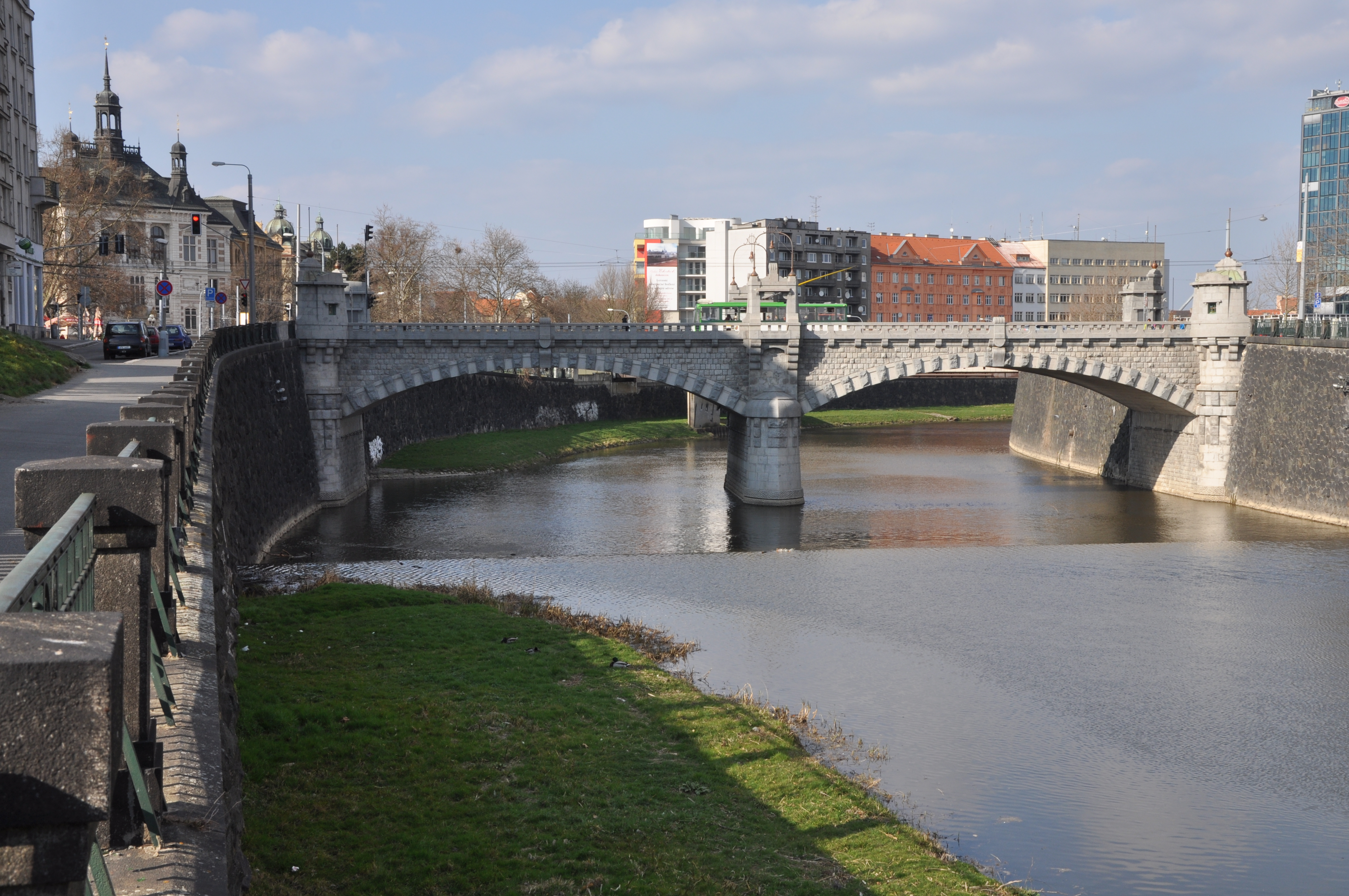
A Wilson híd Plzeňben
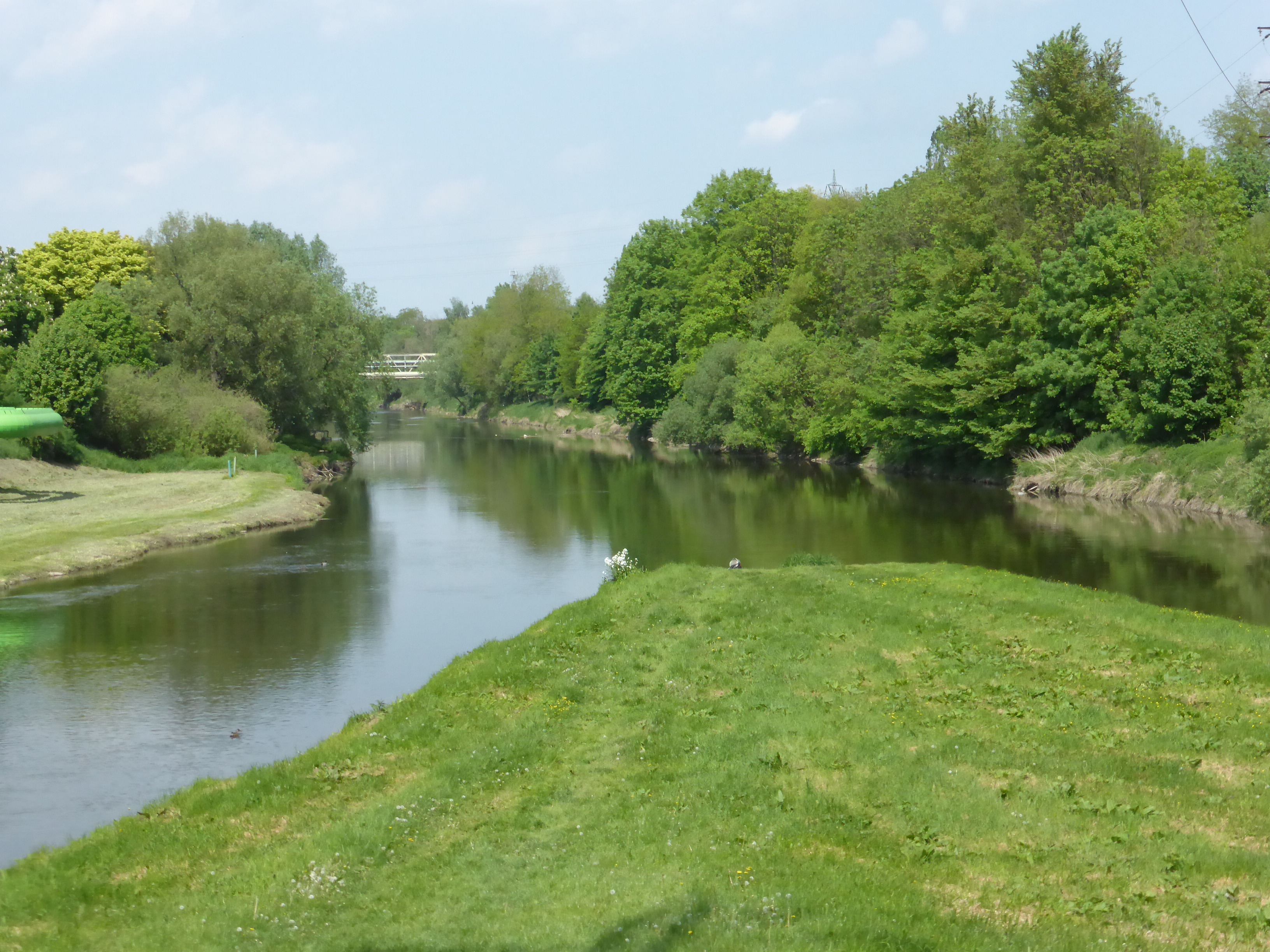
Összefolyása a Mžível

## Fordítás
Ez a szócikk részben vagy egészben  a   Radbuza című cseh Wikipédia-szócikk ezen változatának fordításán alapul.  Az eredeti cikk szerkesztőit annak laptörténete sorolja fel. Ez a jelzés csupán a megfogalmazás eredetét és a szerzői jogokat jelzi, nem szolgál a cikkben szereplő információk forrásmegjelöléseként.